# 242. pehotni polk (Italija)
242. pehotni polk Teramo je bil pehotni polk Kraljeve italijanske kopenske vojske.

## Zgodovina
Med prvo svetovno vojno je bil polk nastanjen na soški fronti.